# BAe ATP
BAE ATP是一款以HS748基礎的飛機，載客量達64人，航程達1,180公里的短程客機。儘管ATP比較寧靜和省油，但ATP競爭力不及對手，使ATP成為一款失敗的產品，只生產了65架。

## 發展
1984年3月1日，英國宇航公司宣佈將會以HS748為基礎，研發一款先進渦槳飛機（Advanced TurpoProp）。ATP的機身橫切面與HS 748一樣，但加長了機身，使其標準載客量達64人，最高可載72人。飛機採用更具燃油效益、六葉片的普惠PW124發動機，達2,150馬力，但後來改用PW126A發動機。ATP的駕駛艙亦現代化，採用四個電子飛行儀錶系統。飛機機身前後各加設了一個貨門。
ATP原型機於1986年8月6日首飛，1988年3月和8月分別得到歐美適航證。英倫航空是ATP的啟动客戶，訂購了8架，後增至13架，於1988年5月9日投入服務。其它ATP早期客戶包括英國航空和孟加拉航空等。
儘管ATP擁有良好運作性與比同級飛機寧靜，但它的低速與落後科技成為它的致命傷，使它的競爭力不及對手，銷量慘不忍睹，大量潛在客戶改訂ATR或Dash 8。直至1993年12月，ATP只有58架訂單。為延續ATP的發展，英國宇航於1993年4月26日宣佈推出捷流-61，是ATP的衍生型號，只不過是以更成功的捷流-31/捷流-41來命名。捷流-61採用更強馬力的PW127D發動機，達2,750馬力，具有「高、熱」性能，而機艙亦重新設計，計劃於1994年交付。可是捷流-61沒有令ATP起死回生，甚至連計劃亦被腰斬，最終只生產了4架捷流-61。ATP最終只生產了65架，其中一架更是中途而廢。最後一架ATP於1993年完成，1995年交付。
2000年6月28日，英國宇航系統與瑞典西方航空宣佈共同開發ATP貨機，新貨機能容納8個LD3貨櫃和一個LD346貨櫃。ATP貨機航程約1,000海里，負戴量達18,560磅。ATP從優比速取得6架ATP並把它們改裝為貨機，ATP貨機於2002年7月10日首飛。

## 規格
- 長度：26.01米
- 高度：7.59米
- 翼展：7.83米
- 巡航速度:265海里
- 航程：1,180公里
- 載客量：64人
- 空機重量：31,290磅
- 最大起飛重量：50,552磅
- 起飛所需跑道長度：1,370米[4][5]

## 較為知名的意外
- 1997年4月19 日，梅爾帕蒂努桑塔拉航空公司（英语：Merpati Nusantara Airlines）106號航班在飛往印尼丹戎潘丹機場時在2,000英尺（610米）高度失去控制。15人死亡，43人倖存，成為ATP中第二嚴重的事故。這是該型號服役十年內發生的第一宗致命事故[6]。
- 1999年12月11日，SATA 亞速爾航空公司（英语：SATA Air Açores）530航班在一次短程飛行中墜毀在葡萄牙亞速爾群島聖若熱島的一座山上。機上35名乘客和機組人員全部在事故中喪生。這次事故是ATP最嚴重的航空事故。經證實，機組人員在聖若熱島上空的低雲層中迷失了方向，並在受控飛行中撞向地形[7]。

## 参見
相关开发
- HS 748（英语：Hawker Siddeley HS 748）

类似型号
- 德哈维兰加拿大DHC-8
- ATR 42
- ATR 72
- 新舟60
- 新舟600
- 新舟700
- 伊爾-114
- 福克50
- 萨博2000
- 安托諾夫An-140

## 伸延閱讀
- Bagwell, Philip; Lyth, Peter. . A&C Black. 2006. ISBN 1-85285-590-8.
- Hodgson, J. Paul. . Air World. 2021. ISBN 978-1-52677-469-9.
- Taylor, John W. R. (编). . Coulsdon, UK: Jane's Defence Data. 1988. ISBN 0-7106-0867-5.
- Taylor, Michael (编). . London: Brassey's (UK) Ltd. 1996. ISBN 1-85753-198-1.
- Thisdell, Dan; Seymour, Chris. . Flight International. Vol. 196 no. 5697. 30 July – 5 August 2019: 24–47. ISSN 0015-3710.
- Warner, Guy. . Kea Publishing. 2005. ISBN 0-95189-587-7.